# Timothy Radcliffe
Timothy Peter Joseph Radcliffe, OP (London, 22. kolovoza 1945.) engleski je katolički svećenik i kardinal koji je služio kao meštar Reda propovjednika od 1992. do 2001. godine.
Godine 2024. Sveučilište Liverpool Hope dodijelilo mu je počasni doktorat.